# لیو ژنیا
لیو ژنیا (به چینی: 刘振亚) (زاده ۱۹۵۲) مدیر ارشد اجرایی چینی است، که در حال حاضر به‌عنوان مدیرعامل شرکت استیت گرید کورپوریشن چین فعالیت می‌نماید. استیت گرید کورپوریشن چین هم‌اکنون در رتبه نهم از بزرگترین شرکت‌های جهان قرار دارد. ژنیا یکی از اعضای ۱۷ نفره کمیته مرکزی حزب کمونیست چین می‌باشد.